# The Immaculate Collection (vídeo)
The Immaculate Collection é um álbum de vídeo da artista musical estadunidense Madonna, que inclui, em ordem cronológica, treze de seus videoclipes lançados entre 1983 e 1990, de "Lucky Star" a "Vogue". Foi lançado em 13 de novembro no formato VHS pela Warner Music Vision, uma subsidiária da Warner Bros., coincidindo com o lançamento da coletânea de grandes êxitos. A versão em Laserdisc foi disponibilizado em janeiro do ano seguinte pela Warner Reprise Video e, em junho de 1999, foi distribuído em DVD. Embora nem todos os vídeos da cantora lançados até aquele momento estivessem incluídos, o material se destacou ao incluir "Oh Father" (1989), cujo lançamento comercial se limitou aos Estados Unidos em 1989.
De modo geral, The Immaculate Collection recebeu críticas mistas de críticos musicais e jornalistas, alguns concordaram que o material representava um marco importante na trajetória de Madonna. Contudo, outros especialistas criticaram o teor "sexual" e "vulgar" dos vídeos musicais, além da qualidade visual. Comercialmente, liderou as tabelas musicais do Canadá, Estados Unidos e Reino Unido; em tal nação, a obra foi o segundo álbum de vídeo mais vendido de 1991, e o terceiro no geral. Também obteve certificações de ouro e platina de vários territórios e ao redor da Europa, o material havia ultrapassado 300 mil cópias em todo o continente até janeiro de 1991. Além disso, durante a 8ª edição anual dos MTV Video Music Awards, o mesmo foi angariado com o troféu de Melhor Vídeo de Longa Duração.

## Antecedentes
Madonna distinguiu-se no início de sua carreira ao estabelecer uma forte associação com sua imagem. Segundo o jornalista Peter Shapiro, do The Michigan Daily, a ascensão da cantora ao "super mega estrelato" foi atribuída "quase inteiramente" aos seus videoclipes. Após a conclusão da Blond Ambition World Tour em agosto de 1990, Madonna anunciou que seu próximo projeto seria o lançamento de seu primeiro álbum de grandes êxitos, intitulado The Immaculate Collection. A Warner Bros. Records lançou a coletânea em novembro de 1990, visando coincidir com a temporada de Natal. O material incluiu, em ordem cronológica, quinze faixas de sucessos, de "Holiday" (1983) a "Vogue" (1990), além de duas novas canções: "Justify My Love", co-escrita com o músico Lenny Kravitz, e "Rescue Me", co-composta com o produtor e DJ Shep Pettibone.
O lançamento da coletânea foi também acompanhado por um álbum de vídeo homônimo. Conforme descrito pelo crítico musical Gene Sculatti, a obra abrange sete anos de produções musicais "inovadoras e revolucionárias" de Madonna. Contendo treze videoclipes, em ordem cronológica, lançados entre 1983 e 1990: "Lucky Star", "Borderline", "Like a Virgin", "Material Girl", "Papa Don't Preach", "Open Your Heart", "La isla bonita", "Like a Prayer", "Express Yourself" e "Cherish", além de duas versões de "Vogue": a original e a apresentação do MTV Video Music Awards de 1990. O vídeo de "Oh Father" (1989) foi incluído no material, apesar de seu lançamento ter sido limitado aos Estados Unidos. No entanto, segundo Russell Brown, da revista Select, quatorze canções do catálogo de Madonna, especialmente as relacionadas a filmes, foram omitidas.

## Lançamento
Madonna encantou o público global com suas apresentações, cativando tanto os ouvidos quanto os olhos dos fãs de música pop. A coletânea inclui doze faixas que acompanham a artista desde sua estreia em 1984 com "Borderline" até "Vogue" nos anos 90. Traçando uma jornada musical variada de Veneza ("Like a Virgin") a Nova Iorque ("Papa Don't Preach") e ao mundo futurista ("Express Yourself"). Assista-os e deixe-se emocionar como se fosse a primeira vez.

— O jornalista estadounidense Gene Sculatti sobre The Immaculate Collection.
Antes de seu lançamento oficial, The Immaculate Collection foi anunciado em uma edição da revista Billboard como "uma hora dos videoclipes mais populares" de Madonna. Com duração aproximada de cinquenta e cinco a sessenta minutos, o material foi lançado em formato VHS pela Warner Music Vision, uma subsidiária da Warner Bros., em 13 de novembro, coincidindo com o lançamento da coletânea de grandes êxitos. A capa e a contracapa foram extraídas de uma sessão fotográfica realizada por Madonna para a edição de junho de 1990 da revista Interview. Essas fotos foram tiradas pelo fotógrafo estadounidense Herb Ritts, que já havia colaborado com a artista nas capas dos discos True Blue (1986), You Can Dance (1987) e Like a Prayer (1990). Além disso, Ritts também dirigiu o videoclipe de "Cherish". A direção de arte e o design da capa ficaram a cargo do casal Jeri e John Heiden, enquanto Gene Sculatti foi responsável pelas notas do encarte. Em 4 de dezembro de 1990, a Warner Bros. lançou o box set de edição limitada, intitulado The Royal Box, contendo a versão em CD da coletânea, uma cópia do VHS, um pôster e cinco cartões postais. Alan Jones, da Music Week, considerou o título "apropriado" e o apontou como o melhor lançamento do ano. No Reino Unido, o box set foi retirado das lojas no dia do lançamento, tornando-se um item de colecionador e triplicando de valor em poucas semanas.
Em 15 de janeiro de 1991, a Warner Reprise lançou a versão em Laserdisc no mercado estadounidense, com uma tiragem inicial de 12 500 unidades. Nos países da América Latina, como o Brasil, o VHS só foi lançado em outubro de 1992. No Canadá, a PolyGram Video lançou a edição em Laserdisc em 8 de junho de 1993, juntamente com os lançamentos anteriores de Madonna: Madonna Live: The Virgin Tour (1985) e Ciao Italia: Live from Italy (1988). Em países asiáticos, como Singapura, o lançamento só ocorreu em dezembro de 1995. O DVD foi distribuído comercialmente em 8 de junho de 1999 nos Estados Unidos, e seis dias depois na Austrália e na Europa. No Reino Unido, foi disponibilizado em 25 de outubro de 1999, conforme a British Phonographic Industry (BPI). O material apresenta áudio em som estereofônico e tem uma proporção de tela de 1.33:1 (4:3) em camada única. Devido a essa configuração, a imagem foi otimizada para televisores com formato 16:9. De acordo com Jaap Kooijman, um dos autores de Music/Video: Histories, Aesthetics, Media (2017), a obra supracitada foi uma das primeiras compilações de videoclipes a ser lançada em DVD. Em junho de 2008, os jornais Corriere della Sera e La Gazzetta dello Sport, em colaboração com a Warner Music Italia e a agência Zampe Diverse, lançaram a coletânea Madonna: Dalle Origini Al Mito. Que inclui os DVDs Ciao Italia: Live from Italy e The Immaculate Collection, além de outros registros em vídeo da cantora, em comemoração aos seus vinte e cinco anos de carreira musical.

## Recepção

### Crítica profissional
| Críticas profissionais | Críticas profissionais |
| Avaliações da crítica  | Avaliações da crítica  |
| Fonte                  | Avaliação              |
| ---------------------- | ---------------------- |
| AllMusic               | [ 2 ]                  |
| Los Angeles Times      | [ 33 ]                 |
| Select                 | [ 1 ]                  |

De modo geral, The Immaculate Collection recebeu críticas mistas de críticos musicais e jornalistas, embora em sua maioria favoráveis. Entre as revisões mais positivas, destacam-se Sarah Weidman, autora de Gifted (2006), que classificou o produto como um "clássico"; Ross Bennett, da Mojo, que descreveu-o como uma "impressionante coletânea de videoclipes"; e Jim Farber, da Rolling Stone, considerando o "presente de Natal mais ousado e surpreendente". Conforme a crítica de Michael Amicone, da revista Music Connection, a compilação, embora descrita como "excelente", foi ofuscada pela controvérsia e publicidade do vídeo musical de "Justify My Love", lançado simultaneamente com o material. No livro The Rough Guide to Cult Pop (2003), Paul Simpson destacou a coletânea de Madonna como uma das melhores para se comprar. Stephen Thomas Erlewine, do banco de dados AllMusic, aclamou-o dando a classificação máxima de cinco estrelas. Ressaltando que "assistir aos vídeos em sequência destaca a visão clara e precisa de Madonna sobre seus objetivos visuais e musicais". A mesma classificação foi dada por Russell Brown, da Select, enfatizando que o trabalho de Mary Lambert, diretora dos clipes de "Like a Virgin", "Material Girl" e "Like a Prayer", enriqueceu as obras visuais da artista com metáforas e ambiguidades. Thomas J. Ferraro, em Feeling Italian: The Art of Ethnicity in America (2005), sublinhou que a compilação "se desenvolve como uma magnífica telessérie, praticamente como um romance em formato visual".

The Immaculate Collection será a obra seminal da história dos videoclipes pop. Madonna celebra anos de sucesso com figurinos diversos, unindo ambição e transcendência na dança.

— Crítica de Andy Medhurst, da Sight & Sound.
Em resenha a versão em Laserdisc, David Taylor-Wilson, do Bay Area Reporter, destacou a inclusão da apresentação de "Vogue" nos MTV Video Music Awards, descrevendo-a como a "mais icônica dos últimos anos". Dai Griffiths, um dos editores de The Cambridge History of Twentieth-Century Music (2004), citou The Immaculate Collection como um exemplo de compilação que consegue "representar os visuais de maneira mais autêntica do que suas versões em áudio". Vários críticos concordaram que o material representava um marco importante no catálogo de Madonna. Greg Kot, do Chicago Tribune, afirmou que o produto oferecia uma "visão abrangente dos oito anos de carreira de Madonna". Richard Harrington, em sua resenha para o The Washington Post, considerou a obra como um "manual útil" das várias facetas adotadas pela cantora durante os anos 1980, desde a católica sórdida em "Like a Prayer" até a sexual Marilyn Monroe em "Material Girl". Apesar de ter notado a ausência de "Burning Up" (1983) e "True Blue" (1986), Peter Shapiro, do The Michigan Daily, qualificou o material como "essencial".

Para quem deseja explorar a primeira fase da carreira de Madonna, The Immaculate Collection é uma escolha incomparável. Essa coletânea mostra a evolução da cantora por meio de vídeos cativantes e inovadores. Apesar de a qualidade visual frequentemente não ser satisfatória devido ao material original, o áudio, salvo algumas exceções, se mantém nítido e estável. A falta de conteúdo extra é um ponto negativo, mas não compromete a compilação, que continua sendo uma recomendação tanto para fãs casuais quanto os dedicados.

— Colin Jacobson, do portal DVD Movie Guide, sobre a edição em DVD da coletânea.
Chris Willman, do Los Angeles Times, classificou a obra com uma nota três em cinco. Destacando que, embora muitos videoclipes tivessem entrado no imaginário das pessoas, poucos se destacavam como "memoráveis", exceto "Material Girl" e "Oh Father", a qual foram descritos como "magníficos", e "Open Your Heart", considerado "quase genial". Sérgio Melgaço, do jornal brasileiro Tribuna da Imprensa, classificou a coletânea como um "ponto alto". No entanto, descreveu os vídeos de "Papa Don't Preach" e "Material Girl" como os "momentos mais inexpressivos" da cantora. Robert Christgau, em seu livro Grown Up All Wrong (1994), caracterizou a compilação como "impressionante, não sendo tão coeso" em comparação ao álbum homônimo. Apontando ainda que os clipes eram "elaborados, caóticos e com várias interpretações". Selina Webb, da Music Week, destacou que os novos videoclipes mostram o impacto de grandes orçamentos, mas criticou a maioria deles por serem "extremamente vulgares" e "sexualmente sugestivos". Enfatizando a evolução de Madonna como artista, mas lamentou a falta de inovação, afirmando que se limitavam a ser meros vídeos convencionais.
Steve Simels, da Stereo Review, realizou uma análise negativa, referindo-se ao produto como "áspero e claramente desdenhável" e dizendo que cada videoclipe apresentava subtextos que variavam "do entediante ao abominável"; "Infelizmente, ao assistir aos clipes de forma consecutiva, seu impacto cumulativo não é nada ambíguo ou irônico. Este material pode ser interpretado como uma representação fiel da sensibilidade de uma mulher (ou sua essência, se preferir). É facilmente comparável a uma versão desagradável do livro Advertisements for Myself". Colin Jacobson, do portal DVD Movie Guide, teceu elogios ao "atrativo" geral do material e notou que os vídeos foram um dos principais fatores "para o estrelato global de Madonna". No entanto, ao analisar a imagem, observou-se que a qualidade variava de um para outro, levando a atribuição de uma nota "C". Quanto ao som, que recebeu uma nota "B", foi avaliado como superior a da imagem. Além disso, criticou fortemente a ausência de "Burning Up" e "True Blue", assim como a falta de conteúdo extra. Finalmente, Rikky Rooksby, autor de The Complete Guide to the Music of Madonna (2004), assegurou que a compilação estava "longe de conter muitos dos êxitos de Madonna". Concluindo: "Se não possui nenhuma coletânea de Madonna e gostaria de a ter, esta é, sem dúvida, a melhor opção".

### Reconhecimentos
Na 8ª edição dos MTV Video Music Awards, ocorrida no dia 5 de setembro de 1991 em Los Angeles, The Immaculate Collection venceu a categoria de Melhor Vídeo de Longa Duração. Sendo a décima vitória de Madonna, mas de acordo com Matthew Rettenmund, autor de Encyclopedia Madonnica (1995), o galardão não lhe foi atribuído já que a cantora não sido creditada como produtora do material. Durante o mesmo ano, foi angariado com o troféu de Melhor Vídeo Musical no British Videogram Association (BVA) e Video Awards Gala, este último sob organização da revista canadense Premiere Video Magazine, e esteve entre os nomeados a categoria de Vídeo Musical Mais Vendido no Best Sellers Awards, da National Association of Recording Merchandisers (NARM).

## Alinhamento de faixas
| The Immaculate Collection — Edição em VHS |                                                     |                                       |                       |         |  |
| N.º                                       | Título                                              | Compositor(es)                        | Direção               | Duração |  |
| 1.                                        | "Lucky Star"                                        | Madonna                               | Arthur Pierson        | 4:03    |  |
| 2.                                        | "Borderline"                                        | Reggie Lucas                          | Mary Lambert          | 4:02    |  |
| 3.                                        | "Like a Virgin"                                     | Billy Steinberg Tom Kelly             | Mary Lambert          | 3:50    |  |
| 4.                                        | "Material Girl"                                     | Peter Brown Robert Rans               | Mary Lambert          | 4:46    |  |
| 5.                                        | "Papa Don't Preach"                                 | Brian Elliott Madonna                 | James Foley           | 5:18    |  |
| 6.                                        | "Open Your Heart"                                   | Madonna Gardner Cole Peter Rafelson   | Jean-Baptiste Mondino | 4:32    |  |
| 7.                                        | "La isla bonita"                                    | Madonna Patrick Leonard Bruce Gaitsch | Mary Lambert          | 4:01    |  |
| 8.                                        | "Like a Prayer"                                     | Madonna Leonard                       | Mary Lambert          | 5:38    |  |
| 9.                                        | "Express Yourself"                                  | Madonna Stephen Bray                  | David Fincher         | 5:00    |  |
| 10.                                       | "Cherish"                                           | Madonna Leonard                       | Herb Ritts            | 4:39    |  |
| 11.                                       | "Oh Father"                                         | Madonna Leonard                       | David Fincher         | 4:54    |  |
| 12.                                       | "Vogue"                                             | Madonna Shep Pettibone                | David Fincher         | 4:54    |  |
| 13.                                       | "Vogue" (ao vivo do MTV Video Music Awards de 1990) | Madonna Pettibone                     |                       | 6:25    |  |
| Duração total:                            | Duração total:                                      | Duração total:                        | Duração total:        | 62:03   |  |

Notas
- "Lucky Star": as versões em VHS e Laserdisc apresentam a duração original do videoclipe,[6][55] enquanto a edição em DVD contém a versão remix.[56]
- "Express Yourself" foi apresentado com duas versões distintas da canção. Em algumas ocasiões, era a versão do álbum, enquanto em outras uma remixagem. A edição em DVD contém a versão original do álbum.[8]

## Créditos
Lista-se abaixo os profissionais envolvidos na elaboração de The Immaculate Collection, de acordo com o encarte do VHS e do livro Sähköiset unet (1992):
Produtores
- Michele Ferrone ("Borderline")
- Simon Fields ("Like a Virgin" e "Material Girl")
- Gregg Fienberg ("Express Yourself")
- Glenn R. Goodwin ("Lucky Star")
- Bruce Logan ("Borderline")
- David Naylor ("Papa Don't Preach", "Open Your Heart" e "La isla bonita")
- Stephanie Nemeth ("Lucky Star")
- Vicki Niles ("Oh Father" e "Vogue")
- Sharon Oreck ("Material Girl", "Papa Don't Preach", "Open Your Heart", "La isla bonita", "Like a Prayer" e "Cherish")
- Jane Reardon ("La isla bonita")
- Tony Shiff ("Cherish")
- Anita Wetterstedt ("Like a Prayer")

Diretores de fotografia
- Michael Ballhaus ("Papa Don't Preach")
- Jordan Cronenweth ("Oh Father")
- Andrea Dietrich ("Borderline")
- Wayne Isham ("Lucky Star")
- Pascal Lebegue ("Open Your Heart" e "Vogue")
- Brian Loftus ("La isla bonita")
- Mark Plummer ("Express Yourself")
- Steven Poster ("Like a Prayer")
- Herb Ritts ("Cherish")
- Peter Sinclair ("Like a Virgin" e "Material Girl")

Visuais e imagem
- Herb Ritts: fotografia
- Jeri Heiden: direção de arte, arte criativa
- John Heiden: arte criativa
- Gene Sculatti: design gráfico

## Desempenho comercial
Nos Estados Unidos, The Immaculate Collection estreou em quarto lugar na tabela Top Music Videos da Billboard em 8 de dezembro de 1990; um mês depois, em 19 de janeiro de 1991, chegou ao topo. Sendo o quarto trabalho de Madonna a liderar o gráfico, após Madonna (1985), Live: The Virgin Tour (1986) e Ciao Italia: Live from Italy (1988). Na semana que antecedeu o Natal de 1990, o material também alcançou o cume na lista compilada pela revista Video Insider. Na Top Video Sales, o conjunto alcançou a sexta colocação na semana de 5 de janeiro, e após seu lançamento em Laserdisc no mesmo mês, atingiu o sétimo lugar da Top Videodisc Sales em 2 de março. Com 250 000 cópias adquiridas até abril, foi um dos lançamentos de vídeo mais bem-sucedidos do conglomerado Time Warner durante 1991, sendo o segundo álbum de vídeo mais comercializado em território estadunidense, ficando atrás apenas de The Three Tenors in Concert, do supergrupo Os Três Tenores, integrado por Luciano Pavarotti, José Carreras e Plácido Domingo. Também ocupou o 15º lugar na listagem anual da Top Video Sales, além de figurar-se no número 21 dos álbuns de vídeos mais vendidos entre 1985 e 1994. Em agosto de 1992, Vic Faraci, vice-presidente sênior da Warner Reprise Video, confirmou para a Billboard que a coletânea estava prestes a atingir a marca de 300 000 unidades comercializadas nos Estados Unidos. Mais tarde, recebeu três certificados de platina, cuja emissão foi feita pela Recording Industry Association of America (RIAA). De acordo com a Nielsen SoundScan, desde o início de suas operações em 1991, 291 000 cópias já foram consumidas da obra até agosto de 2010.
No Canadá, The Immaculate Collection estreou no ápice da Long Form Music Videos em 1º de dezembro de 1990, tendo ocupado o topo por três semanas consecutivas. Em 9 de fevereiro de 1991, o material liderou novamente o gráfico, sucedendo o lançamento em VHS de "Justify My Love", da própria artista. No Reino Unido foi igualmente bem recebido, debutando na colocação máxima da Top Music Video, tabela monitorada pela Gallup e divulgada pela revista Music Week. Na tal edição, a obra conseguiu chegar à terceira posição da lista de mais comercializados da Top Video, ficando atrás apenas dos lançamentos domésticos de Lady and the Tramp e Lethal Weapon 2, respectivamente. Ao final de 1991, foi anunciado que The Immaculate Collection tornou-se o quarto álbum de vídeo mais vendido daquele ano no país, e em 1992, o terceiro mais vendidos de todos os tempos em território britânico. Apesar de não figurar em nenhuma tabela musical na Alemanha, uma certificação de ouro foi emitida pela Bundesverband Musikindustrie (BVMI) devido a distribuição de 25 000 réplicas. Já na Itália, conforme publicado pelo jornal La Stampa, 16 000 unidades foram adquiridas. Ao redor da Europa, o material havia ultrapassado 300 000 cópias em todo o continente até janeiro de 1991.
Após o seu lançamento em DVD, The Immaculate Collection listou-se nas tabelas de alguns países entre 1999 e 2006. No Reino Unido, atingiu a nona posição da Official Music Video e a 42ª ocupação no ranking geral. Mais tarde, a British Phonographic Industry (BPI), concedeu um disco de platina por vendas superiores a 25 000 cópias. Conquistou também a terceira colocação em vendas no Dinamarca durante a atualização de 24 de setembro de 2001 e, em Portugal, durante a 38ª semana de 2004, o material debutou na 17ª colocação. Na Argentina, chegou ao 19º lugar entre os DVD mais adquiridos em junho de 2004, e após contabilizar vendas superiores a 120 000 cópias, a Cámara Argentina de Productores de Fonogramas y Videogramas (CAPIF) acabou por condecorá-lo com dois disco de platina. Em território australiano, o projeto ascendeu ao 16º lugar do ranking dos DVDs mais vendidos da Australian Recording Industry Association (ARIA), onde foi três vezes condecorado com certificado de ouro depois de ultrapassar a marca de 45 000 exemplares. Na Grécia, qualificou-se no número 12 da Top 20 DVD Chart, compilado pela Federação Internacional da Indústria Fonográfica (IFPI). Embora não tenha entrado em nenhum gráfico no Brasil, a Pro-Música Brasil (PMB) certificou o trabalho como disco de ouro pelas 25 000 unidades faturadas.

### Posições nas tabelas musicais
| Tabela musical (1990–2006)                      | Melhor posição |
| ----------------------------------------------- | -------------- |
| Austrália (Top 40 DVD Chart)                    | 16             |
| Canadá (Long Form Music Videos)                 | 1              |
| Dinamarca (Musik DVD Top-10)                    | 3              |
| Estados Unidos (Top Music Videos)               | 1              |
| Estados Unidos (Top Video Sales)                | 6              |
| Estados Unidos (Top Videodisc Sales)            | 7              |
| Estados Unidos (Video Insider Top Music Videos) | 1              |
| Grécia (Top 20 DVD/Video)                       | 12             |
| Portugal (Top 30 DVD Musicais)                  | 17             |
| Reino Unido (Official DVD Chart)                | 42             |
| Reino Unido (Official Music Video Chart)        | 9              |
| Reino Unido (Top Music Video)                   | 1              |
| Reino Unido (Top Video)                         | 3              |

| Tabela musical (2004)         | Melhor posição |
| ----------------------------- | -------------- |
| Argentina (CAPIF Ranking DVD) | 19             |

| Tabela musical (1990–1991)        | Posição |
| --------------------------------- | ------- |
| Estados Unidos (Top Music Videos) | 2       |
| Estados Unidos (Top Video Sales)  | 15      |
| Reino Unido (Top Music Video)     | 4       |

| Região                                                                                             | Certificação | Vendas   |
| -------------------------------------------------------------------------------------------------- | ------------ | -------- |
| Alemanha (BVMI)                                                                                    | Ouro         | 25 000^  |
| Argentina (CAPIF)                                                                                  | 2× Platina   | 120 000^ |
| Austrália (ARIA)                                                                                   | 3× Platina   | 45 000^  |
| Brasil (Pro-Música Brasil)                                                                         | Ouro         | 25 000*  |
| Estados Unidos (RIAA)                                                                              | 3× Platina   | 300 000^ |
| Itália                                                                                             | —            | 16 000   |
| Reino Unido (BPI)                                                                                  | Platina      | 50 000^  |
| Resumos                                                                                            |              |          |
| Europa                                                                                             | —            | 300 000  |
| *números de vendas baseados somente na certificação ^distribuições baseadas apenas na certificação |              |          |